# Príncipe de Jaén
Príncipe de Jaén es un título real histórico que ostentó el heredero de la Corona de Castilla a mediados del siglo XV. Fue creado por el Rey Juan II de Castilla para su hijo Enrique, futuro rey de Castilla.

## Historia
El origen del título se encuentra en la conquista de diferentes taifas como la de Baeza o Jaén por la entonces Corona de Castilla dando lugar a la creación, alrededor de 1246, del Reino de Jaén. Este reino existió a lo largo de más de 500 años (587 para ser precisos) y la creación del principado tiene que ver con la inestabilidad política de Castilla en el siglo XV. En el siglo XIII tuvo lugar la reconquista por parte de Fernando III de Castilla de la mayor parte de Jaén a los musulmanes. En la reordenación posterior se creó el Reino de Jaén, que coincidía casi exactamente con la actual provincia. En el mismo había una serie de señoríos, tanto laicos como eclesiásticos, y unos exclaves (territorios que pertenecían al reino de Jaén pero estaban situados en el Reino de Córdoba), que eran Bélmez y Villafranca de Córdoba, y unos enclaves del Reino de Granada en el de Jaén: las localidades de Bélmez de la Moraleda y Solera.
En el siglo XV la inestabilidad política en la Corona de Castilla era muy grande. Los validos de los reyes (por aquel entonces Álvaro de Luna) o los nobles que aspiraban a serlo (como Juan Pacheco, marqués de Villena) mantenían una pugna por el poder y, en ese contexto, tiene lugar una rebelión nobiliaria en Baeza y el rey Juan II de Castilla crea el título de Príncipe de Jaén y lo da a su hijo, el príncipe Enrique, ya Príncipe de Asturias. Este hecho iba dirigido a conseguir la tranquilidad y el sometimiento al rey, y tuvo lugar en el año 1444.

## Actualidad
Su estatus actual no está claro, mientras algunos consideran que nunca fue derogado y, por lo tanto, aún está ligado al heredero de la Corona española, pudiendo hacer uso del mismo cuando quisiese; otros, en cambio, consideran que con la ascensión al trono del príncipe Enrique y la posterior normalización política de la región, el título quedó derogado. Lo cierto es que, desde entonces, ningún otro monarca o príncipe español ha hecho uso o mención del título.
En los últimos años, una serie de iniciativas populares y de organizaciones privadas han solicitado a la Casa Real la restitución del título y el reconocimiento histórico que Jaén tuvo en la monarquía. Las iniciativas más cercanas ocurrieron en diciembre de 2017, con motivo de la visita del rey Felipe VI a Jaén para inaugurar el Museo Íbero.

## Titulares
|   | Titular             | Periodo   |
| - | ------------------- | --------- |
| I | Enrique de Castilla | 1444-1454 |